# Queens Park Rangers Football Club 2022-2023
Questa voce raccoglie le informazioni riguardanti il Queens Park Rangers Football Club nelle competizioni ufficiali della stagione 2022-2023.

## Maglie e sponsor
| Casa | Trasferta |

Sponsor ufficiale: Convivia
Fornitore tecnico: Erreà

## Rosa

### Rosa 2022-2023
Aggiornata al 3 gennaio 2023.
| N. |                         | Ruolo | Calciatore         |
| -- | ----------------------- | ----- | ------------------ |
| 1  | Senegal (bandiera)      | P     | Seny Dieng         |
| 2  | Sierra Leone (bandiera) | D     | Osman Kakay        |
| 3  | Irlanda (bandiera)      | D     | Jimmy Dunne        |
| 4  | Inghilterra (bandiera)  | D     | Rob Dickie         |
| 5  | Inghilterra (bandiera)  | D     | Jake Clarke-Salter |
| 6  | Norvegia (bandiera)     | A     | Stefan Johansen    |
| 7  | Inghilterra (bandiera)  | A     | Chris Willock      |
| 8  | Inghilterra (bandiera)  | C     | Luke Amos          |
| 9  | Scozia (bandiera)       | A     | Lyndon Dykes       |
| 10 | Marocco (bandiera)      | C     | Ilias Chair        |
| 11 | Galles (bandiera)       | A     | Tyler Roberts      |
| 13 | Scozia (bandiera)       | P     | Jordan Archer      |
| 14 | Galles (bandiera)       | C     | George Thomas      |
| 15 | Inghilterra (bandiera)  | C     | Sam Field          |
| 16 | Finlandia (bandiera)    | D     | Niko Hämäläinen    |

| N. |                        | Ruolo | Calciatore          |
| -- | ---------------------- | ----- | ------------------- |
| 17 | Inghilterra (bandiera) | C     | Andre Dozzell       |
| 18 | Zimbabwe (bandiera)    | A     | Macauley Bonne      |
| 20 | Inghilterra (bandiera) | C     | Taylor Richards     |
| 22 | Suriname (bandiera)    | D     | Kenneth Paal        |
| 23 | Irlanda (bandiera)     | D     | Conor Masterson     |
| 25 | Irlanda (bandiera)     | C     | Olamide Shodipo     |
| 26 | Nigeria (bandiera)     | D     | Leon Balogun        |
| 27 | Inghilterra (bandiera) | D     | Ethan Laird         |
| 30 | Irlanda (bandiera)     | C     | Sinclair Armstrong  |
| 37 | Ghana (bandiera)       | C     | Albert Adomah       |
| 47 | Stati Uniti (bandiera) | A     | Tim Iroegbunam      |
|    | Inghilterra (bandiera) | C     | Elijah Dixon-Bonner |
|    | Inghilterra (bandiera) | C     | Faysal Bettache     |
|    | Giamaica (bandiera)    | A     | Jamal Lowe          |
|    | Nigeria (bandiera)     | C     | Ody Alfa            |